# حق التصويت للمرأة في الكويت
أقر البرلمان الكويتي أول قانون يسمح للمرأة بالإدلاء بصوتها في الانتخابات عام 1973. لكنه أُلغي في نهاية المطاف جراء الضغط الذي مارسته الجماعات المحافظة. رُفضت عدة قوانين لاحقًا في عامي 1985 و1986. أصبحت الكويت فيما بعد مشغولة بالحرب العراقية الإيرانية، وبدأت النساء يطالبن بالاعتراف بجهودهن المتمثلة بالحفاظ على بقاء عائلاتهن ومجتمعهن. وافق البرلمان، وعُيّنت أول امرأة في منصب سفير الخليج العربي عام 1993. في عام 1996، أضربت 500 امرأة عن العمل لمدة ساعة من الزمن كي يظهرهن دعمهن لحق المرأة في الاقتراع، واستمرت المظاهر المشابه لما سبق على مر السنوات الست التالية. في شهر مايو من عام 1999، أصدر أمير الكويت مرسومًا أعطى النساء حقهن في الاقتراع والترشح لرئاسة المكاتب، لكن مجددًا، ألغى البرلمان هذا المرسوم بعد 6 أشهر.
في انتخابات عام 2003، أنشأت النساء في الكويت مكاتب اقتراع مزيفة «سمحت لمئات النساء بالإدلاء بأصواتهن الرمزية لمرشحين ومرشحات حقيقيين». في شهر مارس من عام 2005، طوق ألف شخصٍ البرلمان الكويتي، وفي السابع عشر من شهر مايو، أُقر قانون يسمح للمرأة الكويتية بالإدلاء بصوتها والترشح لمنصب انتخابي. حصل هذا القرار على تأييد 37 عضو في البرلمان، بينما رفضه 21. بعد 4 أعوام، في شهر مايو من عام 2009، حازت 4 مرشحات على مقاعد في البرلمان ضمن الانتخابات العامة من أصل 50 مقعدًا. وعلى الرغم من المقاعد السابقة التي حازت عليها النساء لا تشكل سوى نسبة 8 بالمئة من مقاعد البرلمان، لكن في انتخابات عام 2013، لم تُنتخب أي امرأة لعضوية البرلمان، واستقالت آخر امرأة منتخبة في شهر مايو من عام 2014.

## تاريخ
بعدما حصلت الكويت على استقلالها عام 1961، أقر البرلمان الكويتي قوانين جديدة تجعل من حق الاقتراع مقتصرًا على الذكور البالغين من العمر أكثر من 21 عامًا، ويملكون عائلة أو أقارب يعيشون في الكويت. منذ ما قبل العام 1920، اتحدت أوائل النساء اللواتي تخرجن من جامعات كويتية مختلفة لإنشاء الجمعية الثقافية الاجتماعية النسائية في عام 1963. تمثلت أهدافهن بتوعية المجتمع ولفت اهتمامه إلى قضايا المرأة، لكن السبب الأكثر الأهمية لتأسيس الجمعية هو دعم المرأة الكويتية ومنحها الفرص اللازمة كي تحقق النجاح. لم تملك النساء الكويتيات حريات بشكل أكبر مقارنة بحقوق النساء في الدول المجاورة، مثل حق المرأة في الحصول على التعليم العالي.

### حق المرأة في الاقتراع في عامي 1985 و2005
عندما طُرح حق الاقتراع في الكويت لأول مرة عام 1985، كان للنساء الكويتيات الحق في التصويت. لكن أُلغي هذا الحق لاحقًا. في عام 2005، مُنحت النساء الكويتيات مجددًا حقهن في الاقتراع.

## حركة حق المرأة في الاقتراع
في عام 1973، مرر البرلمان قانونًا يمنح المرأة الحق في الاقتراع والترشح للانتخابات وشغل المناصب، لكن ذلك أُلغي جراء الضغوط التي مارسها المحافظون. بعد 10 أعوام، أي في عام 1984، استطاعت الحركة الحصول على الدعم عندما أعلن الأمير (جابر الصباح) ورئيس الوزراء (ولي العهد سعد الصباح) أنهما يساندان حق المرأة في الاقتراع، ما ولّد آمالًا فارغة لدى النساء حينها. أُبطلت عدة قوانين مختلفة صدرت في عامي 1985 و1986، وحتى تلك الفترة، كان أرفع منصب حكومي بإمكان المرأة الكويتية شغله هو سكرتير مساعد. في أواخر الثمانينيات وتسعينيات القرن الماضي، تورطت الكويت بالحرب العراقية الإيرانية. ومع انشغال الكويت بالحرب، أصبح من الضروري أن تعمل النساء بصفتهن متطوعات في المستشفيات، بل قمن بأكثر من ذلك، فهربن الغذاء والمواد الضرورية وأوصلنها إلى عائلاتهن.